# Drenovec pri Leskovcu
Drenovec pri Leskovcu je naselje u Općini Krško u istočnoj Sloveniji. Drenovec pri Leskovcu se nalazi u pokrajini Dolenjskoj i statističkoj regiji Donjoposavskoj. 

## Stanovništvo
Prema popisu stanovništva iz 2002. godine Drenovec pri Leskovcu je imao 35 stanovnika.

## Vanjske poveznice
- Satelitska snimka naselja  Arhivirana inačica izvorne stranice od 29. srpnja 2017. (Wayback Machine)